# John Grant Chapman
John Grant Chapman (* 5. Juli 1798 in La Plata, Charles County, Maryland; † 10. Dezember 1856 im Charles County) war ein US-amerikanischer Politiker. Zwischen 1845 und 1849 vertrat er den Bundesstaat Maryland im US-Repräsentantenhaus.

## Werdegang
John Chapman wurde zu Hause unterrichtet und besuchte danach bis 1813 ein College in Pennsylvania. Danach  studierte er bis 1817 am Yale College. Nach einem anschließenden Jurastudium und seiner 1819 erfolgten Zulassung als Rechtsanwalt begann er in Port Tobacco Village in diesem Beruf zu arbeiten. Außerdem betätigte er sich in der Landwirtschaft. Gleichzeitig schlug er eine politische Laufbahn ein. Zwischen 1824 und 1832 sowie in den Jahren 1843 bis 1844 saß er im Abgeordnetenhaus von Maryland. Dort war er zwischen 1826 und 1829 sowie im Jahr 1844 Präsident des Hauses. Von 1832 bis 1836 gehörte Chapman dem Staatssenat an, als dessen Präsident er ab 1833 fungierte. Chapman war auch Mitglied der Staatsmiliz. Mitte der 1830er Jahre schloss er sich der damals gegründeten Whig Party an. Im Jahr 1844 bewarb er sich erfolglos um das Amt des Gouverneurs von Maryland.
Bei den Kongresswahlen des Jahres 1844 wurde Chapman im ersten Wahlbezirk von Maryland in das US-Repräsentantenhaus in Washington, D.C. gewählt, wo er am 4. März 1845 die Nachfolge von John Causin antrat. Nach einer Wiederwahl konnte er bis zum 3. März 1849 zwei Legislaturperioden im Kongress absolvieren. Diese waren von den Ereignissen des Mexikanisch-Amerikanischen Krieges geprägt. Ab 1847 war Chapman Vorsitzender des Ausschusses zur Verwaltung des Bundesbezirks District of Columbia.
Nach dem Ende seiner Zeit im US-Repräsentantenhaus praktizierte Chapman wieder als Anwalt. Im Jahr 1851 leitete er die Versammlung zur Überarbeitung der Verfassung von Maryland. Er starb am 10. Dezember 1856 auf dem Anwesen seiner Schwester im Charles County und wurde in seinem Geburtsort La Plata beigesetzt. John Chapman war der Vater des Kongressabgeordneten Andrew Grant Chapman.